# Ampasimanjeva
Ampasimanjeva est une commune rurale de Madagascar située dans le district de Manakara, dans la partie nord-est de la région Fitovinany.

## Géographie
Ampasimanjeva est situé sur la rive gauche du Faraony, à 77 km de Manakara en suivant la RN 12 jusqu'à Analavory, puis une route non revêtue de 13 km.

## Démographie
La commune compte 10 272 habitants en 2018.